# 마르코 호프슈나이더
마르코 호프슈나이더(독일어: Marco Hofschneider, 1969년 10월 18일 ~ )는 독일의 배우이다.
베를린에서 태어났다.

## 영화
- 루터 (2003년) - 울릭 역
- 캠퍼스 레전드 2 (2000년)
- 돌고래 (1999년)
- 닥터 모로의 DNA (1996년)
- 불멸의 연인 (1994년) - 칼 반 베토벤 역
- 유로파 유로파 (1990년) - 솔로몬 페렐 역